# 25 Pułk Ułanów Wielkopolskich
25 Pułk Ułanów Wielkopolskich (25 puł) – oddział kawalerii Wojska Polskiego II RP.
Pułk powstał na terenach Wielkopolski z której pochodziła większość jego kadry oficerskiej, podoficerskiej i żołnierzy wywodzących się wcześniej z różnych armii zaborczych, jak i późniejszych żołnierzy ochotników. Po zakończeniu działań wojennych w 1920 pułk stacjonował w Kaliszu, a następnie został przeniesiony w okolice Nowogródka. Od 1924 stacjonował w garnizonie Prużana. Szwadron zapasowy pułku znajdował się w Łukowie.
Początkowo święto pułku obchodzono w dniu 17 września, w rocznicę bitwy pod Klewaniem w 1920 roku.
18 lutego 1933 roku Minister Spraw Wojskowych zmienił datę święta pułkowego z dnia 17 września na dzień 19 lipca będący rocznicą powstania pułku.

## Formowanie pułku
W połowie lipca 1920 r. sformowany został 115 pułk Ułanów Wielkopolskich na bazie szwadronów zapasowych 15 pułku Ułanów Poznańskich (1 i 2 szwadron), szwadronu zapasowego 16 pułku Ułanów Wielkopolskich (3 szwadron), szwadronu zapasowego wojennego 2 pułku strzelców konnych w Pińczowie (4 szwadron), kompanii telegraficznej nr VII (pluton łączności). Z ochotników zorganizowano 2 szwadron. Improwizowany szwadron karabinów maszynowych utworzono dopiero pod koniec działań wojennych z wszystkich trzech ww. pułków. Z formowania szwadronu technicznego zrezygnowano. 26 lipca 1920 r. ukazał się pierwszy rozkaz dzienny pułku.
| Obsada personalna 115 pułku ułanów w 1920 | Obsada personalna 115 pułku ułanów w 1920 |
| Stanowisko                                | Stopień, imię i nazwisko                  |
| ----------------------------------------- | ----------------------------------------- |
| Dowódca                                   | rtm. Witold Mikulicz-Radecki              |
| Adiutant                                  | ppor. Piotr Dembiński                     |
| Dowódca dywizjonu                         | mjr Sokołowski                            |
| Lekarz wet                                | mjr lek. wet. Jan Piotrowski              |
| Lekarz wet.                               | por. lek. wet. Leopold Lambert            |
| Kapelan                                   | ks. kap. Władysław Sapaczyński            |
| Dowódca 2 szwadronu                       | por. Stanisław Ostoja-Starczewski         |
| Dowódca 4 szwadronu                       | ppor. Jan Henryk Danowski                 |
| Oficer pułku                              | pchor. Jan Szmidla                        |
| Oficer pułku                              | ppor. Józef Milewski                      |

## Pułk w walce o granice
29 lipca 1920 r. szwadrony 115 pułku ułanów (liczył wówczas 473 szable) zostały przetransportowane koleją bezpośrednio w pobliże linii frontu, gdzie toczyły walki przeciwko bolszewickim dywizjom i Korpusowi Konnemu Gaj Chana w obronie przepraw na Narwi pod Nowogrodem i Łomżą.
Stan osobowy po sformowaniu przedstawiał się następująco:
16 oficerów, 598 szeregowych i 469 konie. W tym dowództwo pułku liczyło 5 oficerów i 2 podchorążych. 1 szwadron liczył 3 oficerów i 160 szeregowych, 160 koni i 2 ckm. Skład 2 szwadronu stanowiło 2 oficerów, 120 szeregowych, 110 koni. 3 szwadron: 4 oficerów, 135 szeregowych, 120 koni. 4 szwadron: 2 oficerów, 160 szeregowych, 169 koni. Pluton łączności liczył 23 szeregowych.

8 sierpnia pułk wszedł w skład 8 Brygady Kawalerii. Brał udział w wypadzie na Ciechanów, gdzie rozproszono dowództwo 4 Armii i zniszczono bolszewicką radiostację, a następnie w opanowaniu Mławy. Później toczył boje z Armią Konną Budionnego. Pułk zajął Morozowicze, a 17 września zdobył Klewań. W walce pod Klewaniem poległo 12 żołnierzy pułku.
Autor monografii 25 pułku, rotmistrz Władysław Goel, tak ocenił bitwę pod Klewaniem:

Bój pod Klewaniem jest w dziejach pułku najznaczniejszym, nie z powodu poniesionych strat, lecz ze względu na krytyczne położenie, w którym znalazł się zupełnie osamotniony, zaskoczony i otoczony przez brygadę kozaków z artylerią i samochodem pancernym; ważny on jest dla tradycji pułkowej ze względu na zimną krew i odwagę wykazaną przez oficerów, podoficerów i ułanów oraz za osiągnięte wyniki – odrzucenie brygady nieprzyjacielskiej z wielkimi dla niej stratami. Dzięki zajęciu i utrzymaniu przedmościa na rzece Stuble, stworzono tą drogą podstawę wyjściową do dalszej akcji zaczepnej w kierunku na Równe i przesądzono tym sprawę zajęcia tego miasta. O tym, jak wielką wagę przywiązywało dowództwo nieprzyjacielskie do zawładnięcia przedmościa w Klewaniu, świadczy fakt starannego przygotowania i siły przeciwnatarcia Rosjan.

Od 27 września operował w rejonie rzeki Słucz. Szlak bojowy zakończył w październiku 1920 r. udziałem w zagonie na Korosteń (liczył wówczas tylko ok. 250 szabel).

### Mapy walk pułku

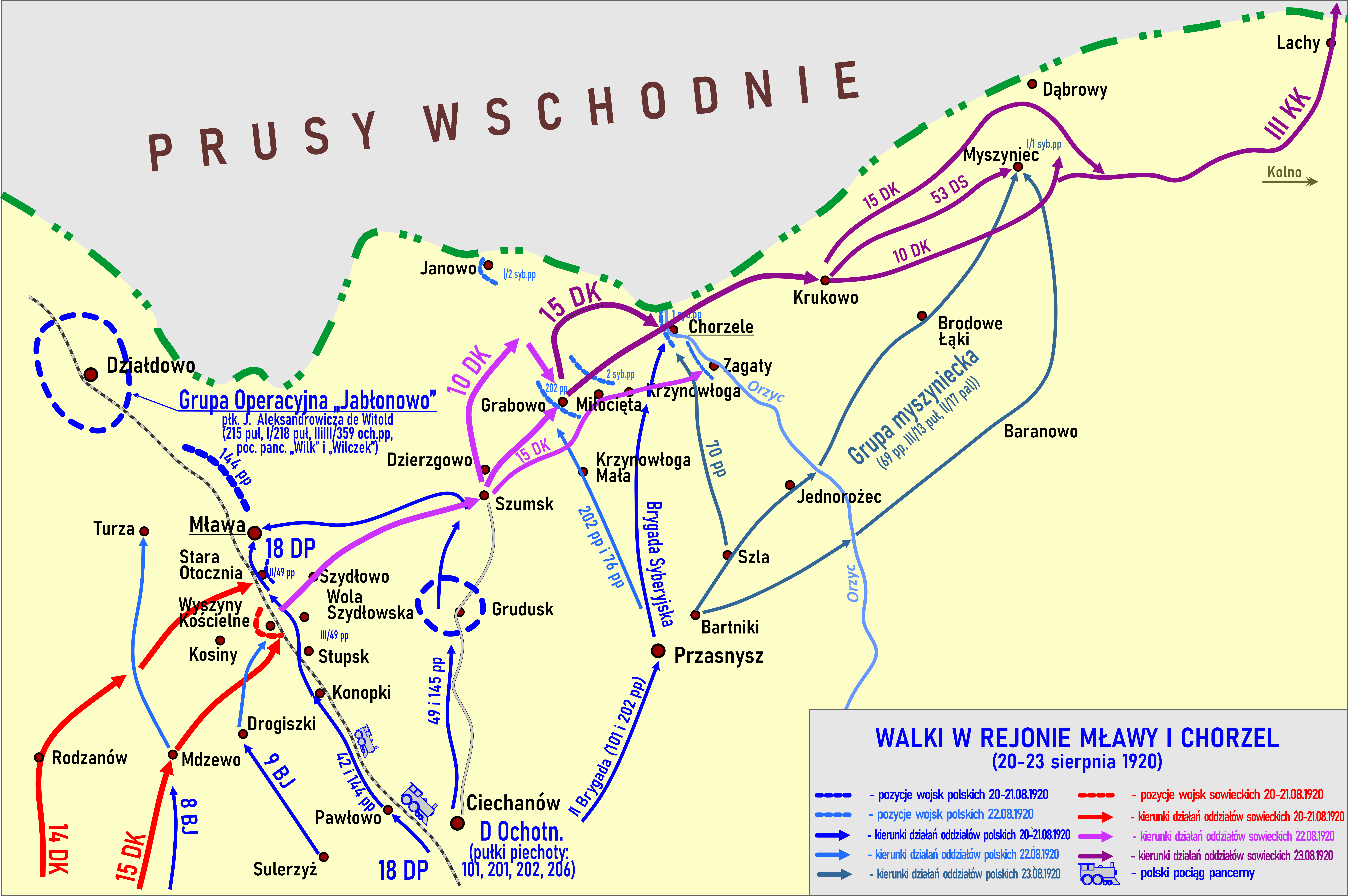
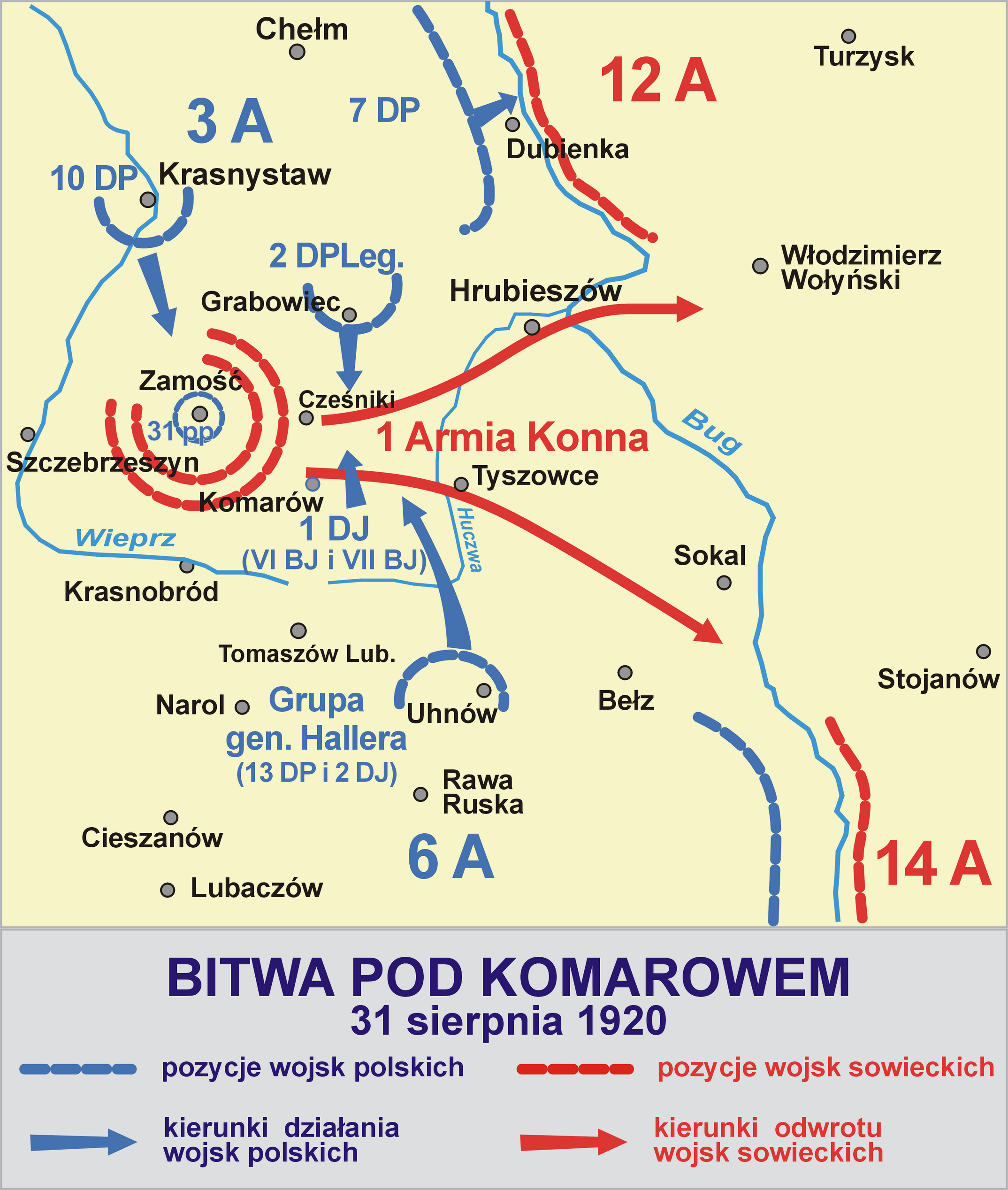

### Kawalerowie Virtuti Militari
Żołnierze pułku odznaczeni Krzyżem Srebrnym Orderu Wojskowego Virtuti Militari za wojnę 1918–1920:

1. plut. Stanisław Adamek
2. por. Wiktor Baranowski
3. por. Edward Bednarski
4. st. wachm. Marcin Bekasiak
5. ppor. Jan Henryk Danowski
6. ppor. Wiktor Dębiński
7. st. uł. Franciszek Dziewięcki
8. st. uł. Paweł Krygiel
9. plut. Bernard Kubera
10. pchor. Jerzy Kühn
11. wachm. Józef Lewandowski
12. kpr. Antoni Linettej
13. ppor. Józef Milewski
14. st. uł. Stanisław Niedziałek
15. wachm. Józef Pawlak
16. kpr. Antoni Piątek
17. rtm. Witold Radecki-Mikulicz
18. kpr. Edward Różycki
19. płk Erazm  Stablewski
20. ppor. Stanisław Ostoja-Starzecki
21. wachm. Jan Swierski
22. kpr. Franciszek Stoltman
23. pchor. Jan Szmidla
24. wachm. Julian Szulc
25. pchor. Jan Wallah-Daszkiewicz
26. pchor. Adam Waśniewski
27. chor. Mieczysław Żniński

## Pułk w okresie pokoju

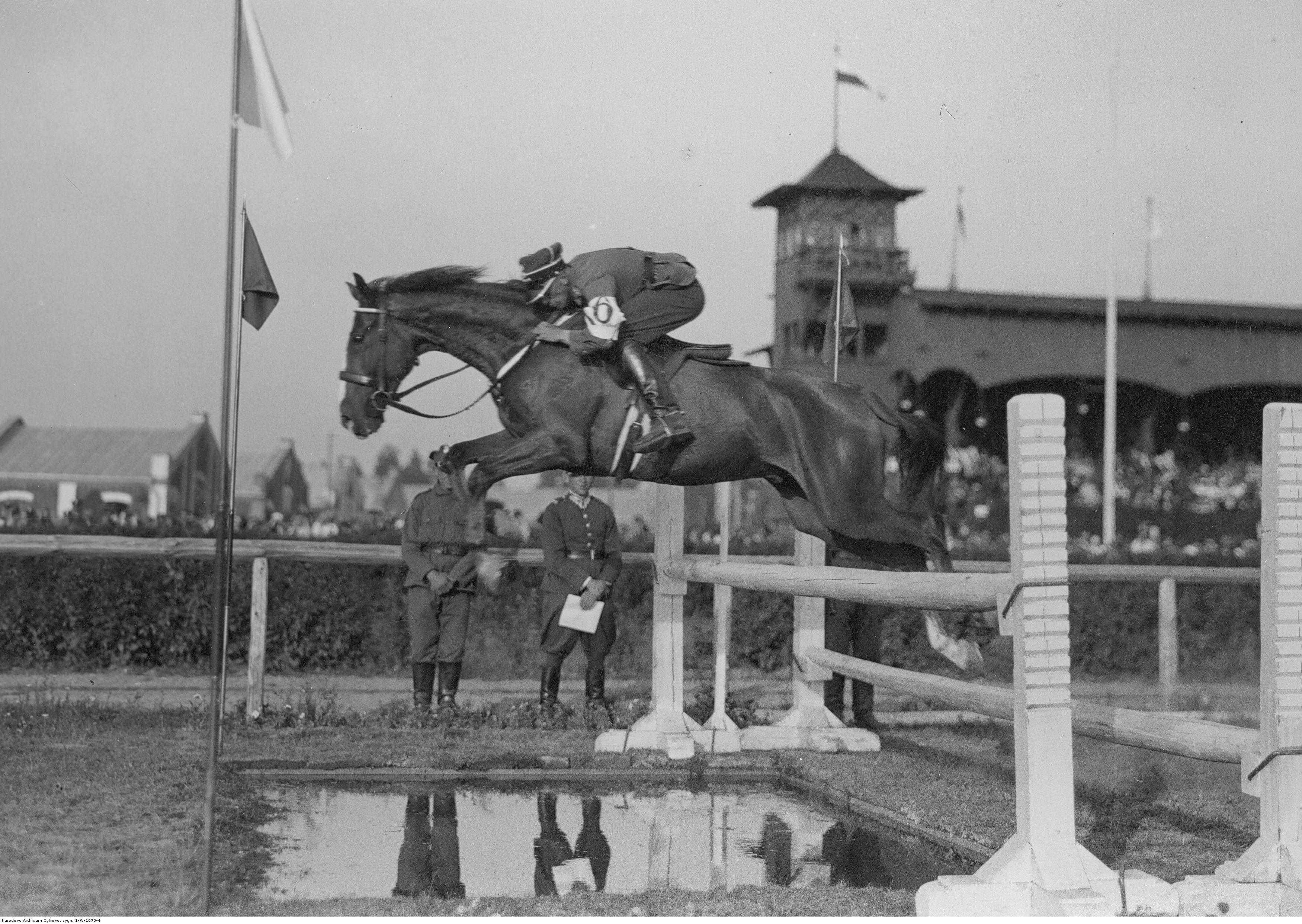
Zawody jeździeckie o mistrzostwo armii w Baranowiczach; lipiec 1933. Zwycięzca rtm. Józef Wolski z 25 puł podczas skoku przez przeszkodę

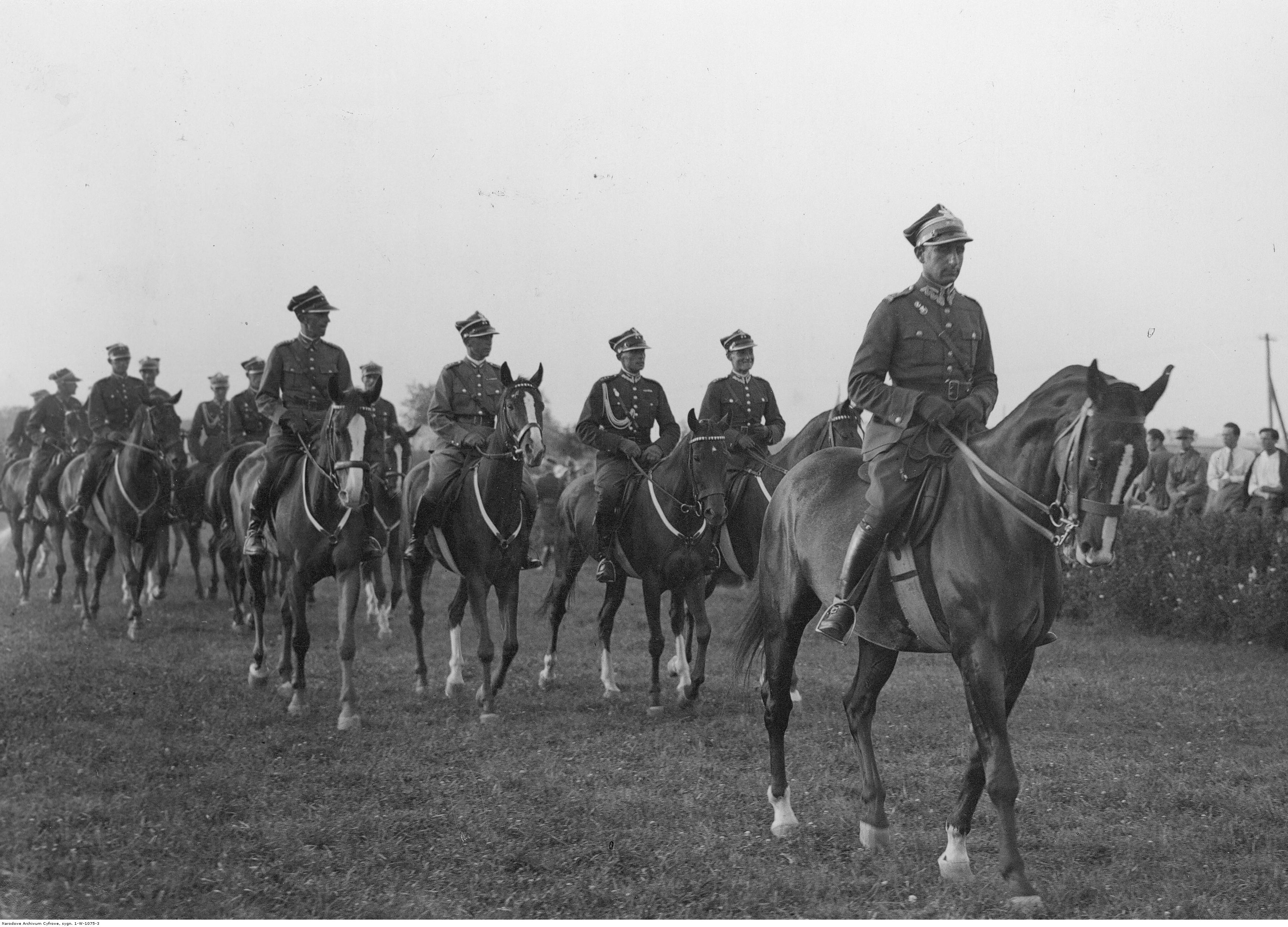
Zawody jeździeckie o mistrzostwo armii w Baranowiczach – defilada. Na czele płk Tadeusz Machalski.

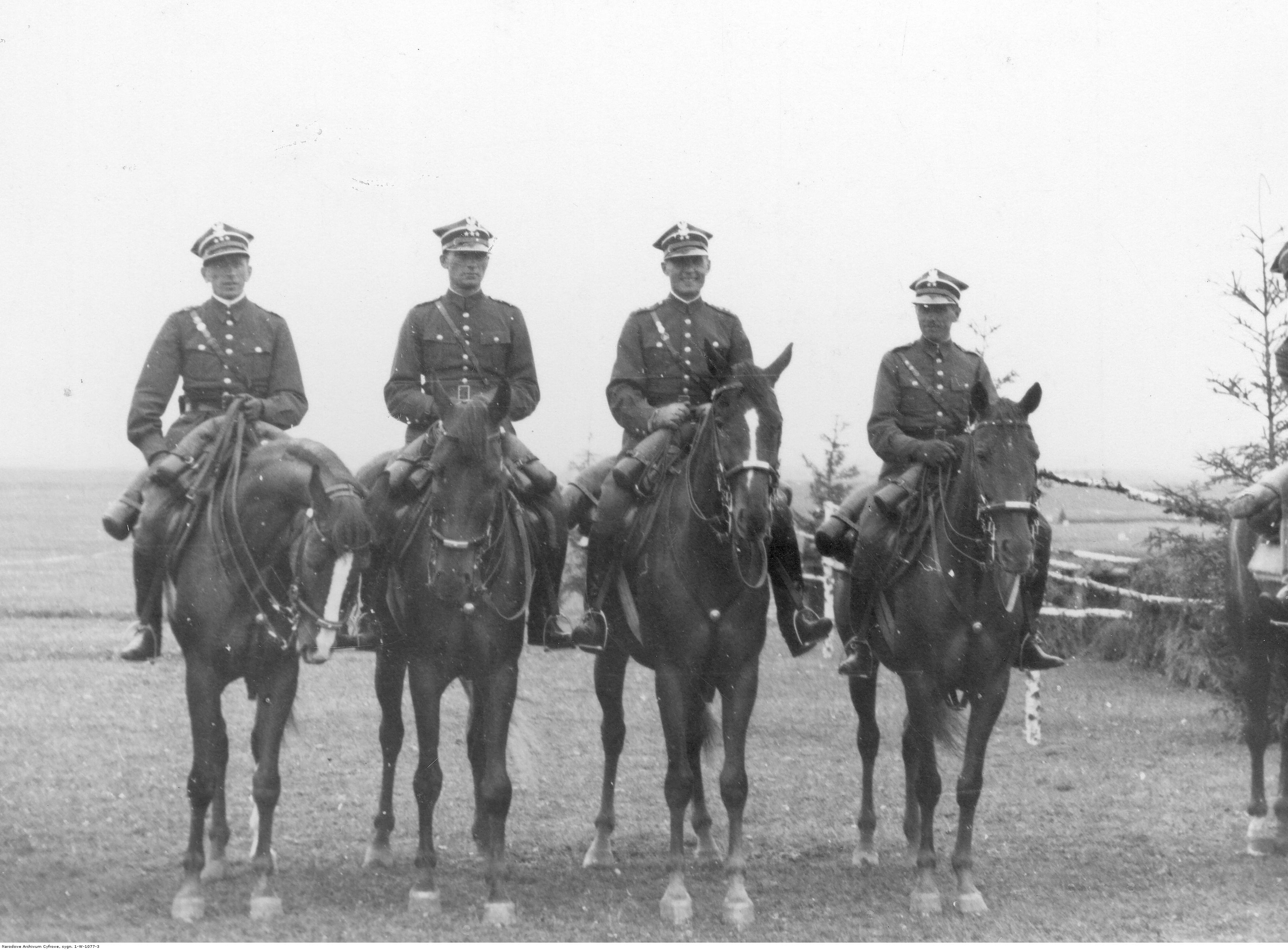
Ekipa 25 puł. na zawodach jeździeckich w Suwałkach; sierpień 1935

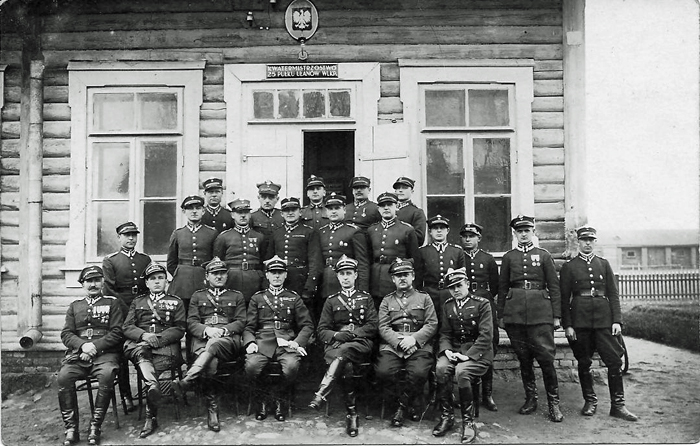
Kwatermistrzostwo 25 puł. w Prużanie

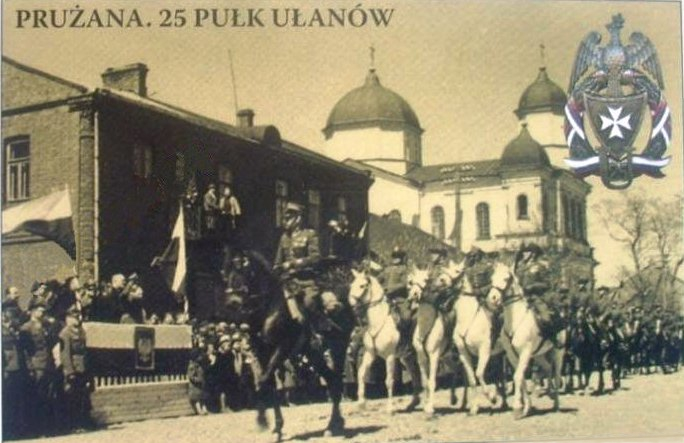
Parada 25 puł. 3 maja 1938 w Prużanie

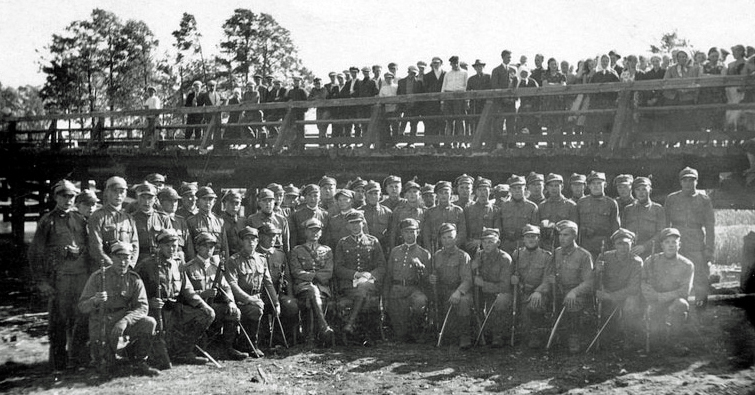
Żołnierze 25 pułku ułanów w Prużanie

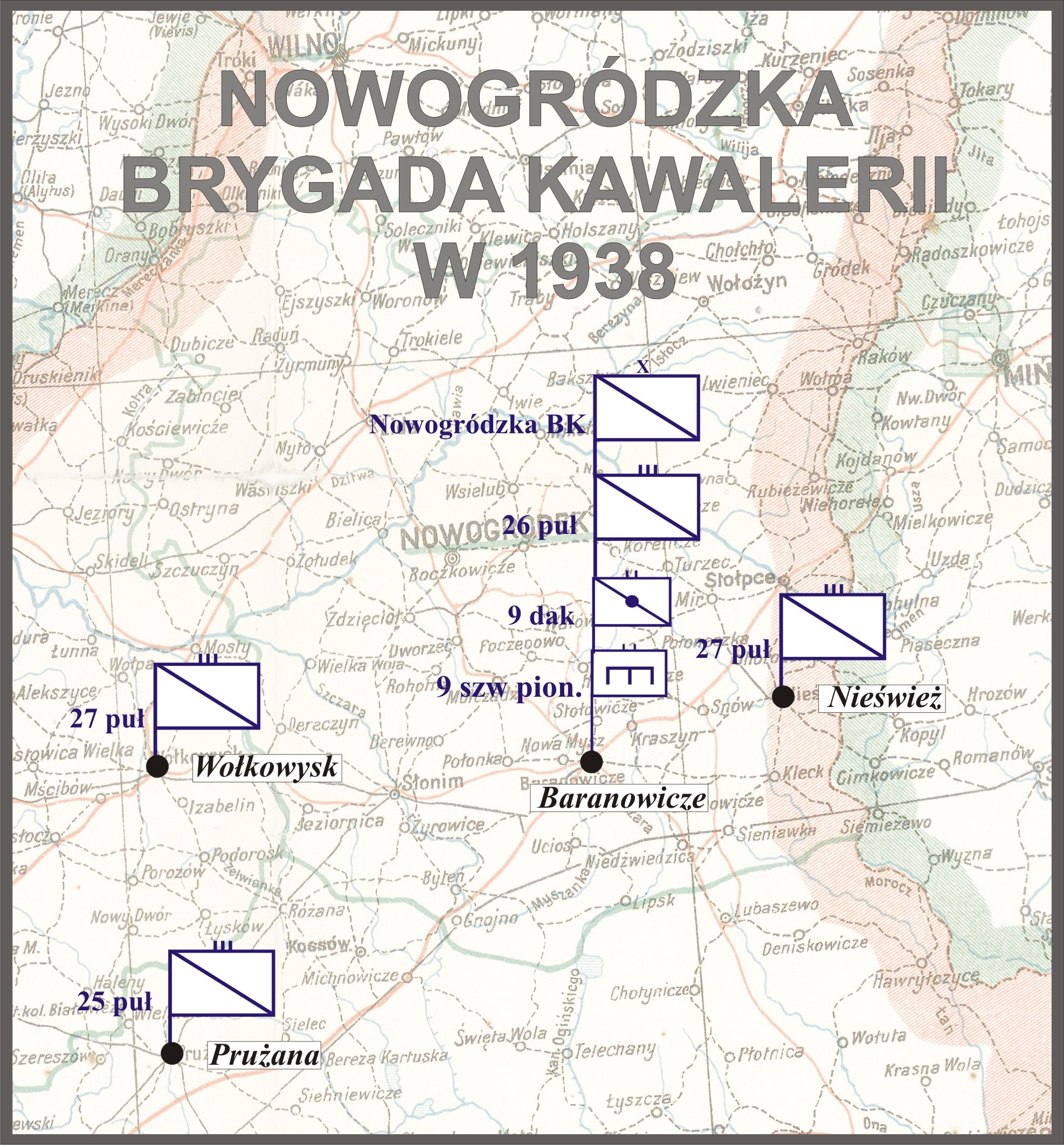
Nowogródzka BK w 1938

Po podpisaniu rozejmu z Rosją bolszewicką, pułk pozostał na linii frontu do grudnia 1920. W grudniu 1920 pułk został przeniesiony do Kalisza, gdzie 25 lutego 1921 został przemianowany na 25 pułk Ułanów Wielkopolskich.  W lipcu 1921 pułk został przeniesiony w okolice Nowogródka gdzie wszedł w skład nowej pokojowej IX Brygady Jazdy. Do 1924 pododdziały pułku stacjonowały w dworach, majątkach i wsiach w rejonie jeziora Świteź. Dowództwo pułku stacjonowało w Łopusznej, 1 szwadron w  Zaroju, 2 szwadron w Chodorkach (Chiderki), 3 szwadron w  Braciance, 4 szwadron w Morozowiczach, szwadron karabinów maszynowych w Pucewiczach. Szwadrony na co dzień pełniły służbę graniczną. Szwadron zapasowy rozmieszczono w Siedlcach na Podlasiu. W 1924 pułk przybył do Prużany.

Od 1924, wraz ze zmianą terminu „jazda” na „kawaleria",  wszedł w skład 9 Samodzielnej Brygady Kawalerii, a od 1929 był w składzie Brygady Kawalerii „Baranowicze". Wiosną 1937 brygada ta została przeformowana w Nowogródzką Brygadę Kawalerii, a 25 pułk Ułanów Wielkopolskich pozostał w jej składzie.

### Koszary pułku
Opuszczając front w grudniu 1920 roku 115 rezerwowy pułk kawalerii skierowany został do Kalisza. W tym czasie znaczna część zabudowy miasta leżała jeszcze w gruzach, nieodbudowana po terrorystycznym niemieckim ostrzale artyleryjskim przeprowadzonym nocą 7/8 sierpnia 1914.  Kaliskie dowództwo polskiej brygady jazdy mieściło się wówczas w drewnianym budynku przypominającym szopę na narzędzia albo skład rupieci – jak pisał ówczesny szef sztabu brygady, rtm. Leon Mitkiewicz, natomiast kasyno oficerskie ulokowanie było w wynajmowanej części prywatnego mieszkania. Do tej pory (2020) nie udało  sie ustalić, gdzie kwaterował pułk. W lipcu 1921 pułk został wysłany na kwatery polowe we wsiach i dworach na południowy zachód od Nowogródka. Dopiero pod koniec lata 1924 pułk został skierowany na stałe kwatery w Słobódce koło Prużany. W tym czasie cała Słobódka była jednym wielkim miasteczkiem wojskowym, czyli zbudowanym jeszcze przez Rosjan  tzw. Obozem Michałowskim i służącym do zakwaterowania 38 Brygady Artylerii. W okresie międzywojennym kompleks ten nazwano Koszarami Traugutta .

Kompleks koszarowy podzielono pomiędzy 25 pułk ułanów i 20 pułk artylerii lekkiej. Największy, trzykondygnacyjny koszarowiec, położony w centrum Słobódki, zajął  25 pułk ułanów. Na jego parterze mieściły się: poczta, fryzjer, sklep spółdzielni wojskowej i warsztaty rzemieślnicze, a każdy szwadron zajmował połowę piętra. W okresie międzywojennym  powstała też murowana kryta ujeżdżalnia, drewniany wojskowy kościół parafialny pw. św. Piotra i Pawła oraz dwa bloki FKW – oficerski z 13 mieszkaniami i 49 izbami i podoficerski z 24 mieszkaniami i 74 izbami. 
Szwadron zapasowy 25 puł stacjonował do listopada 1925 w Siedlcach, a następnie w Łukowie, gdzie niebawem skoncentrowano szwadrony zapasowe pozostałych pułków ułańskich Nowogródzkiej BK. 
W koszarach łukowskich do 1914  stacjonował 6 dywizjon moździerzy, natomiast po 1920 kilka zmieniających się oddziałów piechoty, które stopniowo ustępowały miejsca kawalerii. W maju 1929 piechota opuściła ostatecznie Łuków, a w jej miejsce sprowadzono z Baranowicz szwadrony zapasowe 26. i 27 pułku ułanów. Wiosną 1939, w wyniku połączenia trzech szwadronów, powstała  Kadra Zapasowa Kawalerii. We wrześniu 1939 w koszarach utworzono Ośrodek Zapasowy Kawalerii „Łuków".
Po II wojnie światowej Słobódka była garnizonem Armii Czerwonej, a następnie białoruskiej. Obecnie (2020) wszystkie zabudowania są własnością cywilną, a budynki posiadają częściowo numerację przypisaną do ulic, a częściowo dawną wojskową. Zachowała się znaczna część budynków murowanych i co najmniej dwa drewniane. W 2012 zawalił się największy, trójkondygnacyjny blok koszarowy położony w centrum kompleksu. Nie istnieje również wspomniany kościół.
Teren koszar w Łukowie został po 1945 przekazany użytkownikom cywilnym i silnie przekształcony. Nie można jednoznacznie stwierdzić, czy stanowi ona relikty obiektów przedwojennych czy też powstał w całości po 1945.

### Konie
Konie starano się grupować według maści w poszczególnych pododdziałach według następującego schematu: 1 szwadron – kasztany z białą gwiazdką, 2 szwadron – kasztany z białymi nozdrzami i pyskami, 3 szwadron – kasztany z białymi łatami, 4 szwadron – kasztany z białymi pęcinami, szwadron ciężkich karabinów maszynowych – ciemne kasztany, pluton łączności i pluton trębaczy – konie siwe. Pułk odnosił liczne sukcesy w dziedzinie sportu konnego zarówno w krajowych, jak i międzynarodowych zawodach konnych. Reprezentacja wielokrotnie startowała w konnych zawodach o Mistrzostwo Wojska Polskiego, uzyskując czołowe miejsca, w tym I miejsce i tytuł mistrzowski w 1933. W ogólnej klasyfikacji zawodów konnych w latach 1923–1939 pułk uplasował się na 4 miejscu.
| Pułk w planie mobilizacyjnym „S”          | Pułk w planie mobilizacyjnym „S” | Pułk w planie mobilizacyjnym „S” |
| Nazwa pododdziału                         | Termin                           | Miejsce mobilizacji              |
| ----------------------------------------- | -------------------------------- | -------------------------------- |
| dowódca pułku z drużyną                   | alarm                            | Prużany                          |
| pluton łączności                          | alarm                            | Prużany                          |
| 1÷4 szwadrony                             | alarm                            | Prużany                          |
| szwadron karabinów maszynowych            | alarm                            | Prużany                          |
| drużyna dowódcy dywizjonu kawalerii nr 39 | 9                                | Siedlce                          |
| szwadron kawalerii nr 1/39                | 5                                | Siedlce                          |
| szwadron kawalerii nr 2/39                | 9                                | Siedlce                          |
| pluton ckm nr 39                          | 5                                | Siedlce                          |
| kolumna taborowa nr 964                   | 7                                | Siedlce                          |
| kolumna taborowa nr 984                   | 12                               | Siedlce                          |
| uzupełnienie do czasu „W”                 | 6                                | Siedlce                          |
| szwadron marszowy 1/25 puł                | 18                               | Siedlce                          |
| pluton marszowy 1/39                      | 30                               | Siedlce                          |
| szwadron zapasowy                         | do 15                            | Siedlce                          |

| Obsada personalna i struktura organizacyjna w marcu 1939 | Obsada personalna i struktura organizacyjna w marcu 1939 |
| Stanowisko                                               | Stopień, imię i nazwisko                                 |
| -------------------------------------------------------- | -------------------------------------------------------- |
| dowódca pułku                                            | płk Bohdan Kazimierz Stachlewski                         |
| I zastępca dowódcy                                       | ppłk Marian Korczak                                      |
| adiutant                                                 | por. Karol Pruszyński *                                  |
| naczelny lekarz medycyny                                 | por. lek. Edward Jędrych                                 |
| lekarz weterynarii                                       | kpt. Piotr Pióro                                         |
| oficer placu Prużana                                     | rtm. adm. (kaw.) Wiktor Smoliński                        |
| II zastępca dowódcy (kwatermistrz)                       | mjr Wincenty Witold Cendro                               |
| oficer mobilizacyjny                                     | rtm. Ludwik Rojkiewicz                                   |
| zastępca oficera mobilizacyjnego                         | por. Tadeusz Basiński                                    |
| oficer administracyjno-materiałowy                       | vacat                                                    |
| dowódca szwadronu gospodarczego                          | por. Karol Pruszyński (*)                                |
| oficer gospodarczy                                       | kpt. int. Władysław Paluchowski                          |
| oficer żywnościowy                                       | chor. Władysław Głowacki                                 |
| dowódca plutonu łączności                                | por. Stefan Marcin Trzebiński                            |
| dowódca plutonu kolarzy                                  | vacat                                                    |
| dowódca plutonu ppanc.                                   | vacat                                                    |
| dowódca 1 szwadronu                                      | por. Tadeusz Gerlecki                                    |
| dowódca plutonu                                          | ppor. Bolesław Piotr Wanatowicz                          |
| dowódca 2 szwadronu                                      | rtm. Roch Szczeblowski                                   |
| dowódca plutonu                                          | ppor. Jan Błasiński                                      |
| dowódca plutonu                                          | ppor. Bogusław Włodzimierz Wałecki                       |
| dowódca 3 szwadronu                                      | rtm. Zygmunt IV Orłowski                                 |
| dowódca plutonu                                          | ppor. Witold Martyni                                     |
| dowódca plutonu                                          | ppor. Włodzimierz Aleksander Mincer                      |
| dowódca 4 szwadronu                                      | por. Mieczysław Gajewski                                 |
| dowódca plutonu                                          | ppor. Zbigniew Walery Gędzierski                         |
| dowódca szwadronu km                                     | rtm. Wincenty Zawadzki                                   |
| dowódca plutonu                                          | por. Oskar Olizar                                        |
| dowódca plutonu                                          | por. Zdzisław Franciszek Wójcikowski                     |
| dowódca szwadronu zapasowego                             | rtm. Witold Andrzejewski                                 |
| zastępca dowódcy                                         | vacat                                                    |
| odkomenderowany                                          | por. Hipolit Brzozowski                                  |
| na kursie                                                | rtm. Włodzimierz Pilinkiewicz                            |
| na kursie                                                | rtm. Antoni Pieściuk                                     |
| na kursie                                                | por. Wacław Witkowski                                    |

### Mobilizacja
23 marca 1939 roku 25 pułk Ułanów Wielkopolskich został zmobilizowanyzgodnie z planem mobilizacyjnym „W”, w ramach mobilizacji alarmowej w grupie "czerwonej". Poza organicznymi pododdziałami pułku zmobilizowano dla brygady: samodzielny pluton km nr 9, oraz dwie kolumny taborowe nr 941 i 942.  W dniach 23-28 marca pułk załadowano na transporty kolejowe w macierzystym garnizonie w Prużanie i przewieziono poprzez Orańczyce, Baranowicze i Białystok do stacji kolejowej w Sierpcu. Po przyjeździe dyslokowano je do wsi przy szosie Sierpc- Rypin. Zajęto wsie Szczutowo i pobliskie. Prowadzono szkolenie i zgrywanie szwadronów i plutonów pułku. 8 lipca 25 puł. przeszedł marszem nad granicę niemiecką do Lidzbarka i sąsiednich wsi. Oprócz szkolenia, prowadzono prace inżynieryjno-saperskie i rozpoznawano teren. Pułk zajął środkowy odcinek obrony brygady wsparty baterią 9 dywizjonu artylerii konnej.

## 25 puł. w kampanii wrześniowej

### Działania bojowe
W czasie wojny obronnej 1939 walczył w składzie Nowogródzkiej Brygady Kawalerii. 29 sierpnia 25 p uł. zajął stanowiska w wykonanych wcześniej umocnieniach polowych nad rzeką Wel 2 i 3 szwadron i na południe od Lidzbarka 1 szwadron szwadron ckm plutonami przy szwadronach, 4 szwadron w odwodzie dowództwo puku w leśniczówce Jamielnik.  

#### Walki graniczne na Mazowszu
1 września nieprzyjaciel nie nawiązał kontaktu bojowego z pułkiem na zajętych stanowiskach obronnych. Nocą 1/2 września wysłano podjazd z 2 szwadronu w kierunku granicy w okolice Żabiny, gdzie we współdziałaniu z plutonem czołgów rozpoznawczych TK 91 dywizjonu pancernego brygady i jednostką straży granicznej nawiązano kontakt ogniowy z patrolami niemieckimi. 2 września 25 pułk ułanów nie nawiązał kontaktu bojowego z nieprzyjacielem. 3 września potyczkę z niemieckimi kolarzami i piechotą stoczyła placówka 4 szwadronu w miejscowości Wielki Łęck. Pododdziały niemieckie zostały odrzucone z miejscowości ponosząc starty w zabitych i rannych. 3 września na rozkaz dowódcy brygady gen. bryg. Władysława Andersa w godzinach nocnych pułk zszedł ze swoich stanowisk obronnych i podjął nocny marsz do lasów w okolicach na północ i wschód od Sierpca, a kolejną nocą 4/5 września pomaszerował do Płocka. 5 września o świcie po przejściu pułku na zachodni brzeg Wisły po moście zatrzymał się w lesie w okolicach Radziwia i Łącka stanowił wraz 27 pułkiem ułanów odwód brygady.  

#### Odwrót i walki pod Mińskiem Mazowieckim
Wieczorem 8 września 25 puł. w kolumnie Nowogródzkiej BK podjął marsz przez Gąbin wzdłuż Wisły do Puszczy Kampinoskiej docierając do wsi Biała Góra. Następnie 9 września dotarł do okolic Kazunia, ponownie zawrócony w rejon Czerwińska, Wyszogrodu i Kromnowa Polskiego dotarł tam 10 września. W trakcie marszu w Puszczy Kampinoskiej był atakowany przez lotnictwo niemieckie. Po krótkim odpoczynku ułani wielkopolscy pomaszerowali ponownie przez Puszczę Kampinoską  w kierunku Modlina. Przechodząc most na Wiśle nocą 10/11 września, poprzez Jabłonnę, Ząbki dotarł do Miłosnej. 25 puł. odpoczywał 12 września. Na bazie Nowogródzkiej BK, Wołyńskiej BK, części Kresowej BK oraz pododdziałów piechoty i artylerii utworzono rozkazem Naczelnego Wodza Grupę Operacyjną Kawalerii gen. bryg. W. Andersa.  
Zgodnie z rozkazami grupa w dniu 13 września miała wykonać natarcie w kierunku Mińska Mazowieckiego i Kałuszyna. 25 pułk ułanów wraz z baterią 4/9 dak miał poruszać się za pierwszorzutowymi 27 puł. i 26 pułkiem ułanów jako odwód GOKaw. W godzinach popołudniowych płk B. Stachlewski wprowadził do walki o Siennicę 1, 2 i 4 szwadrony pułku, ze wsparciem 4/9 dak. Jednak z uwagi na odkryty teren dowódca pułku wstrzymał dalszy atak wiążąc piechotę niemiecką walką ogniową, wyczekując z natarciem do godzin nocnych. Jednak w godzinach nocnych pułk wycofał się na rozkaz dowódcy brygady płk. Kazimierza Żelisławskiego. Pomaszerował przez Kołbiel i Garwolin w okolice Łaskarzewa, gdzie zatrzymał się w zagajnikach w pobliżu miasta. 

#### Na Lubelszczyźnie pod Krasnobrodem
Wieczorem 14 września 25 puł. podjął dalszy marsz w kierunku Baranowa nad rzeką Wieprz, osiągając rejon lasów na wschodnim brzegu rzeki 15 września. W trakcie postoju pułku wysłane patrole toczyły z powodzeniem potyczki na szosie Warszawa-Lublin. Po odpoczynku 17 września pułk wraz z macierzystą brygadą podjął dalszy marsz lasami przez Samoklęski i Cyców odpoczywając w dzień, maszerując nocami w kierunku Rejowca, który osiągnął 19 września. W trakcie postoju wysłano dwa podjazdy z 1 i 2 szwadronu: jeden na Krasnystaw drugi na Wojsławice i Grabowiec, które nawiązały kontakt bojowy z niemieckimi pododdziałami. 1 szwadron zniszczył niemiecki patrol zmotoryzowany. Grupa Operacyjna Kawalerii zgodnie z rozkazem dowódcy Frontu Północnego gen. dyw. S. Dąb-Biernackiego miała prowadzić natarcie w kierunku południowym, ku granicom rumuńskiej i węgierskiej. 21 września pułk osiągnął rejon Wojsławice, Grabowiec.  
22 września przegrupował się wraz z Nowogródzką BK do wsi Kraczów i Sosnowa zajmując podstawy wyjściowe do natarcia w kierunku Krasnobrodu. Tego dnia jako straż przednia brygady działał 25 puł. z baterią 1/9 dak, obok działał 4 pułk strzelców konnych z 2/9 dak. We wsi Dąbrowa jadący w I rzucie pułku 4 szwadronu rozpoznał niemiecką piechotę. Uderzenie spieszonymi od czoła 2 i 4 szwadronem oraz ze skrzydła 1 szwadronem ze wsparciem 1 baterii 9 dak przyniosło sukces pułkowi. Ranny został dowódca 4 szwadronu rtm. A. Pieściuk. Na noc 22/23 września pułk zajął obronę we wsi Dąbrowa. 23 września o świcie ułani wielkopolscy podjęli dalsze działania zaczepne osiągając lasy na południe od Suchowoli. Po czym czołowy 2 szwadron po osiągnięciu Nowej Wsi przekroczył rzekę Wieprz i spieszony zaatakował oddziały niemieckie w Krasnobrodzie. Szwadrony 3 i 4 pod dowództwem ppłk. Korczaka zastępcy dowódcy pułku wsparły natarcie 2 szwadronu rtm. Roycewicza. 1 szwadron i za nim pluton kolarzy po przejściu po moście rzeki Wieprz, oskrzydliły od wschodu Krasnobród. Po osiągnięciu wsi Podklasztor 1/25 puł. zepchnął niemieckie ubezpieczenia i w szyku konnym wykonał szarżę na niepełny szwadron kawalerii niemieckiej ze składu 8 dywizjonu rozpoznawczego niemieckiej 8.DP. Po starciu na białą broń, kawaleria niemiecka wycofała się, a prowadzący pościg konno 1 szwadron dostał się pod ostrzał niemieckiej broni maszynowej z zabudowań wsi Podklasztor. Od ostrzału niemieckiego poległo wielu ułanów, wśród nich dowódca por. Tadeusz Gerlecki, reszta szwadronu wycofała się i schroniła za zabudowaniami. W tym czasie spieszony pluton kolarzy wykonał natarcie na wieś Podklasztor, poległ jego dowódca ppor. Marian Śrutka, pluton kolarzy w natarciu zdobył wieś i nawiązał kontakt z atakującymi Krasnobród szwadronami pułku. 1 bateria 9 dak ostrzeliwała południowy skraj Krasnobrodu uniemożliwiając ewentualne podejście niemieckich odwodów spoza miasta. Straty jakie pułk poniósł pod Krasnobrodem to: 26 zabitych i 35 rannych. Wśród poległych było 2 ww. oficerów.  

#### Przebijanie się na południe
Po odpoczynku i zabezpieczeniu przejścia pozostałej części Nowogródzkiej BK i innych oddziałów z GOKaw. gen. Andersa przez Krasnobród. Pułk wieczorem wyruszył w kierunku Majdanu Sopockiego. Następnie rano 24 września 25 p uł. przemieścił się do Rudy Różanieckiej zajmując okoliczne lasy. Wystawione placówki i ubezpieczenia toczyły potyczki z niemieckimi patrolami i były atakowane przez niemieckie lotnictwo. W nocy 24/25 września w trakcie przekraczania szosy Bełżec-Cieszanów stoczył walkę czołowym 3 szwadronem z kolumną niemiecką, a następnie 3 szwadron wraz z 2 szwadronem zabezpieczał  przejście macierzystego pułku i reszty sił GOKaw. Następnie 25 p uł. pomaszerował w ślad za macierzystą brygadą przez Wólkę Horyniecką do wsi Siedliska.  
26 września 25 pułk ułanów jako straż przednia brygady maszerował w kierunku południowym. We wsi Lipniki stoczył potyczkę 3 szwadron z oddziałami Armii Czerwonej. W godzinach wieczornych we wsi Chlipie stoczył walkę z sowieckimi oddziałami 99. Dywizji Strzelców, dywizjon mjr. W. Cendro w składzie 3 i 1 szwadronu. Gdy strona sowiecka zaproponowała przerwanie walki, 27 września pułk wycofał się w kierunku południowym, dalsze ubezpieczenie prowadził pozostawiony 1 szwadron, który został podstępnie otoczony przez sowietów i dostał się do niewoli.  2 szwadron wysłany został jako podjazd do wsi Koniuchy, rtm. Roycewicz nie zachował ostrożności w wyniku czego szwadron został otoczony przez kawalerię i czołgi sowieckie i po gwałtownej walce dostał się do niewoli. Pozostałe szwadrony pułku 27 września dotarły do lasów w okolicach wsi Krukienic  gdzie stoczyły ostatnią walkę z wojskami Armii Czerwonej. W trakcie walk z wojskami sowieckimi pułk został rozproszony. Podzielony na grupki przebijał się przez pierścień okrążenia. Część żołnierzy usiłowała przedostać się do granicy węgierskiej. 28 lub 29 września przedzierający się oficerowie pułku we wsi Pinkut, 10 km od Mościsk zostali zamordowani przez Ukraińców. Zginęli tam płk B. Stachlewski, rtm. W. Pilinkiewicz, por. W. Witkowski i ppor. Z. Gędzierski. Wielu przedzierających się podoficerów i ułanów trafiło do niewoli sowieckiej lub niemieckiej, a niektórzy zostali zamordowani przez dywersantów ukraińskich. 
Straty pułku wynosiły ogółem 90 żołnierzy, w tym 44 zabitych i 46 rannych. 

### Oddział Zbierania Nadwyżek 25 puł. oraz pododdziały sformowane na ich bazie w Ośrodku Zapasowym Now. BK
W trakcie mobilizacji powszechnej do Prużany zgłosili się oficerowie, podoficerowie i ułani rezerwy, z nich i pozostałej w garnizonie kadry pułku pod dowództwem rtm. Ludwika Rojkiewicza sformowano OZN 25 puł. Przewieziony został ok. 7-8 września transportem kolejowym do Ośrodka Zapasowego Kawalerii Nowogródzkiej BK w Łukowie. Na bazie nadwyżek 25 puł. sformowano w ośrodku szwadron liniowy pod dowództwem por. Tadeusza Basińskiego. Ponadto część ułanów weszła w skład; szwadronu ckm, plutonów: kolarzy, łączności i pionierów formowanych w OZ Kaw. „Łuków”. Szwadron por. T. Basińskiego wraz z dwoma innymi szwadronami liniowymi i szwadronem ckm, uzupełniły 21 września we wsi Werhy 5 pułk ułanów ze składu Podlaskiej Brygady Kawalerii. Szwadron dzielił dalsze losy z 5 puł. walcząc z wojskami sowieckimi pod Jabłonią i niemieckimi w bitwie pod Kockiem.  
Z pozostałych jeszcze nadwyżek 25 pułku ułanów rtm. Ludwik Rojkiewicz sformował następny szwadron konny, który wszedł w skład dywizjonu kawalerii „Łuków”  pod dowództwem ppłk. Czesława Wisłockiego. Dywizjon „Łuków” 19 września dołączył do Grupy Kawalerii ppłk. Kazimierza Halickiego w Grupie „Dubno”.  
Ułani 25 pułku weszli również w skład: 
- samodzielnego dywizjonu kawalerii mjr. Witolda Borejszy, który 20 września został zdemobilizowany w okolicach Kowla.
- szwadronu pieszego rtm. Edwarda Metzegera[45].

Za kampanię wrześniową 1939 pułk został odznaczony orderem Virtuti Militari V klasy. 
| Struktura organizacyjna i obsada personalna we wrześniu 1939 | Struktura organizacyjna i obsada personalna we wrześniu 1939                     |
| Stanowisko                                                   | Stopień, imię i nazwisko                                                         |
| ------------------------------------------------------------ | -------------------------------------------------------------------------------- |
| dowódca pułku                                                | płk Bohdan Stachlewski (zamordowany przez Ukraińców)                             |
| I zastępca dowódcy pułku                                     | ppłk Marian Korczak                                                              |
| II zastępca, kwatermistrz                                    | mjr Wincenty Cendro                                                              |
| adiutant                                                     | rtm. Włodzimierz Pilinkiewicz (zamordowany przez Ukraińców)                      |
| oficer informacyjny                                          | ppor. Zbigniew Gędzierski                                                        |
| oficer broni i pgaz.                                         | por. Henryk Zdanowski                                                            |
| oficer żywnościowy                                           | chor. Głowacki                                                                   |
| oficer płatnik                                               | ppor. int. rez. dr Stanisław Gall vel Guttman (niewola niemiecka)                |
| kapelan                                                      | ks. por. Młody                                                                   |
| lekarz medycyny                                              | por. lek. Tadeusz Jędrych (zamordowany przez Ukraińców)                          |
| lekarz weterynarii                                           | kpt. lek. Piotr Pióro                                                            |
| szef kancelarii                                              | wachm. Żero                                                                      |
| dowódca 1 szwadronu                                          | por. Tadeusz Gerlecki (poległ 23 IX pod Krasnobrodem)                            |
| dowódcy plutonów                                             | ppor. Bolesław Wanatowicz                                                        |
| dowódcy plutonów                                             | ppor. Zbigniew Gędzierski                                                        |
| dowódcy plutonów                                             | wachm. pchor. Józef Świda,                                                       |
| dowódcy plutonów                                             | ppor. Mieczysław Andrzejczyk                                                     |
| dowódca 2 szwadronu                                          | rtm. Henryk Leliwa-Roycewicz                                                     |
| dowódcy plutonów:                                            | ppor. Jan Błasiński                                                              |
| dowódcy plutonów:                                            | ppor. Bogusław Wałecki                                                           |
| dowódcy plutonów:                                            | ppor. Stanisław Andrzejewski                                                     |
| dowódcy plutonów:                                            | wachm. Michał Olejniczak                                                         |
| dowódca 3 szwadronu                                          | rtm. Zygmunt Orłowski                                                            |
| dowódcy plutonów:                                            | por. Karol Potocki                                                               |
| dowódcy plutonów:                                            | ppor. Włodzimierz Mincer (†Francja 1944)                                         |
| dowódcy plutonów:                                            | ppor. Jan Estkowski                                                              |
| dowódcy plutonów:                                            | pchor. Konstanty Sadowski                                                        |
| dowódca 4 szwadronu                                          | rtm. Antoni Pieściuk                                                             |
| dowódcy plutonów                                             | por. Wacław Witkowski,                                                           |
| dowódcy plutonów                                             | ppor. Witold Martini (†Katyń)                                                    |
| dowódcy plutonów                                             | pchor. Witold Brunon Małecki                                                     |
| dowódca szwadronu zapasowego                                 | rtm. Witold Andrzejewski                                                         |
| dowódca szwadronu ckm                                        | rtm. Wincenty Zawadzki (rozstrzelany przez Niemców za działalność konspiracyjną) |
| dowódcy plutonów                                             | por. Zdzisław Wójcikowski                                                        |
| dowódcy plutonów                                             | ppor. Antoni Radziszewski                                                        |
| dowódcy plutonów                                             | ppor. Jerzy Młodkowski                                                           |
| dowódca plutonu ppanc.                                       | por. Hipolit Brzozowski                                                          |
| zastępca                                                     | plut. pchor. Kalikst Skarżyński                                                  |
| dowódca plutonu kolarzy                                      | ppor. Marian Śrutka (poległ pod Krasnobrodem)                                    |
| dowódca plutonu kolarzy                                      | por. rez. Łoś                                                                    |
| zastępca                                                     | wachm. Alfons Misionko                                                           |
| dowódca plutonu łączności                                    | por. Marcin Trzebiński                                                           |
| zastępca                                                     | st. wachm. Maciej Radziun                                                        |
| dowódca szwadronu gospodarczego                              | rtm. Roch Szczeblowski                                                           |
| dowódca kolumny taborowej                                    | ppor. Kazimierz Bagieński                                                        |

## Odtworzenie pułku w Polskich Siłach Zbrojnych
Na mocy rozkazu dowódcy 2 Korpusu Polskiego z dnia 22 grudnia 1944 pod dowództwem ppłk. dypl. Wilhelma Lewickiego polecono sformować pancerno-motorowy 25 pułk Ułanów Wielkopolskich – nowy pułk rozpoznawczy 5 KDP. Pułk odtworzono dnia 5 stycznia 1945 w Maglie w południowych Włoszech. Organizację i szkolenie pułku prowadzono w Bazie 2 KP na południu Włoch.
We wrześniu 1946 roku większość żołnierzy pułku transportem kolejowym wyjechała z Włoch przez Francję i kanał La Manche do Wielkiej Brytanii, gdzie pułk stacjonował w obozie wojskowym Grim’s Ditch (koło Salisbury). 5 maja 1947 został formalnie rozwiązany.

## Symbole pułkowe

### Sztandar
29 kwietnia 1923 roku w Nowogródku dowódca Okręgu Korpusu Nr III, generał dywizji Juliusz Malczewski wręczył w imieniu Prezydenta RP sztandar ufundowany przez oficerów pułku. Drzewce były ozdobione orłem podarowanym przez byłego dowódcę oddziału pułkownika Erazma Stablewskiego. Sztandar towarzyszył ułanom podczas walk w 1939 roku, a po rozbiciu pułku przez wojska sowieckie, został zakopany 28 września w lesie koło Woli Sudkowskiej lub Władypola.

### Odznaka pamiątkowa
Początkowo Ministerstwo Spraw Wojskowych zatwierdziło imienne żetony pamiątkowe rozm. 4×3 cm, noszone na łańcuszku po lewej stronie nad orderami. Na żetonach tych widniały: biały emaliowany krzyż maltański, napis 115 pułk ułanów, stopień, nazwisko posiadacza oraz nazwy bitew stoczonych przez pułk w 1920 r. Miniatura takiego żetonu (bez nazw miejscowości), wypełniając środek wieńca oplecionego proporczykami, weszła później do zatwierdzonej odznaki pułkowej. Orzeł, który na odznace 115 puł. znajduje się wewnątrz wieńca, został umieszczony nad nim. Na dole odznaki wewnątrz dużej litery U znajdowała się cyfra 25. Na odwrocie wygrawerowano nazwy miejscowości gdzie walczył pułk: Malużyn, Ojżeń, Morozowicze, Klewań, Korosteń.
Odznaka zatwierdzona Dz. Rozk. MSWojsk. z 23 listopada 1922 roku. Posiada kształt srebrnego orła trzymającego w szponach mosiężną tarczę z wizerunkiem krzyża maltańskiego pokrytego białą emalią i nawiązującego do poprzedniej odznaki. Tarczę oplata wieniec z liści dębowych owinięty emaliowaną wstęgą w barwie białej, niebieskiej i czerwonej. Pod tarczą inicjał U – ażurowy. Odznakę wykonano w dwóch wersjach: oficerskiej i dla podoficerów i szeregowych. Dwuczęściowa – oficerska wykonana w tombaku i emaliowana, dla podoficerów i szeregowych z białego metalu lub niklowana. Na rewersie stopień, nazwisko wyróżnionego i numer. Wymiary: 40x30 mm, w praktyce 45x28 mm. Wykonanie: Wiktor Gontarczyk – Warszawa.

### Barwy
Barwy pułku nawiązywały do antenatów pułku, przede wszystkim 15. i 16 pułku ułanów, barwy pułku nawiązywały do ich barw. Do biało-szkarłatnych proporczyków 15 pułku ułanów dodano granatową żyłkę nawiązującą do barw 16 pułku ułanów i w ten sposób powstał proporczyk 25 pułku Ułanów Wielkopolskich. Z kolei otok rogatywki był taki sam jak 15 pułku ułanów – szkarłatny.
| Proporczyk | Opis |
| ---------- | --- |
|            | Proporczyk biało-szkarłatny z chabrową żyłką stosowany do 1927 |
|            | Proporczyk biało-szkarłatny z paskiem chabrowym Kolory nawiązywały do barw 15 p.uł., a chabrowy pasek odnosił się do udziału w formowaniu jednostki kadry 16 p.uł. |
|            | Proporczyk dowództwa pułku w 1939 |
|            | Proporczyk 1 szwadronu w 1939 |
|            | Proporczyk 2 szwadronu w 1939 |
|            | Proporczyk 3 szwadronu w 1939 |
|            | Proporczyk 4 szwadronu w 1939 |
|            | Proporczyk szwadronu ckm w 1939 |
|            | Proporczyk plutonu łączności w 1939 |
| Inne       | Opis |
|            | Na czapce rogatywce – otok szkarłatny |
|            | Szasery ciemnogranatowe ze szkarłatnymi lampasami i szkarłatną wypustką.                                                                                           |
|            | „Łapka” (do 1921) – karmazynowa |

### Żurawiejki
Przeniesienie pułku na Polesie do Prużany przyjęte zostało przez oficerów jak „zesłanie” za wileńskie „swawole”. Oficerowie odwiedzali nie tylko Nowogródek, ale również Wilno, stąd żurawiejki:
| Wielkopolskim się mianuje, A w Prużanie pokutuje.                          | Wielkopolskich miano dano, na Polesie ich wysłano. |
| W Wilnie pańskim się mianuje, a w Prużanie pokutuje.                       |                                                    |
| Po każdej zwrotce: Lance do boju, szable w dłoń, bolszewika goń, goń, goń! |                                                    |

Powstanie kolejnej żurawiejki wiąże się z „przedsiębiorczą” żoną dowódcy pułku w latach dwudziestych, która praktycznie „rządziła” pułkiem:
| Dawniej był to pułk bojowy, dziś nim rządzą białogłowy.                    | Poleszuki, chłopy, pany, to Prużańskie są ułany.         |
| Pół czerwony a pół biały, duża liczba a pułk mały.                         | Powycierał wszystkie kąty, sławny pułk dwudziesty piąty. |
| Po każdej zwrotce: Lance do boju, szable w dłoń, bolszewika goń, goń, goń! |                                                          |

## Wielkopolscy ułani

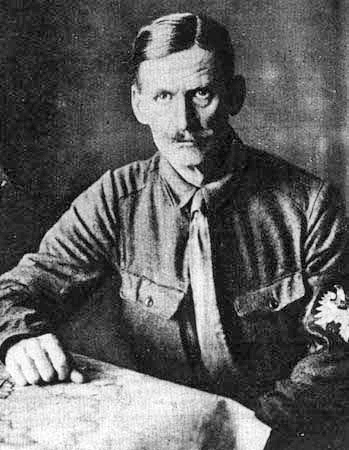
Maciej Mielżyński

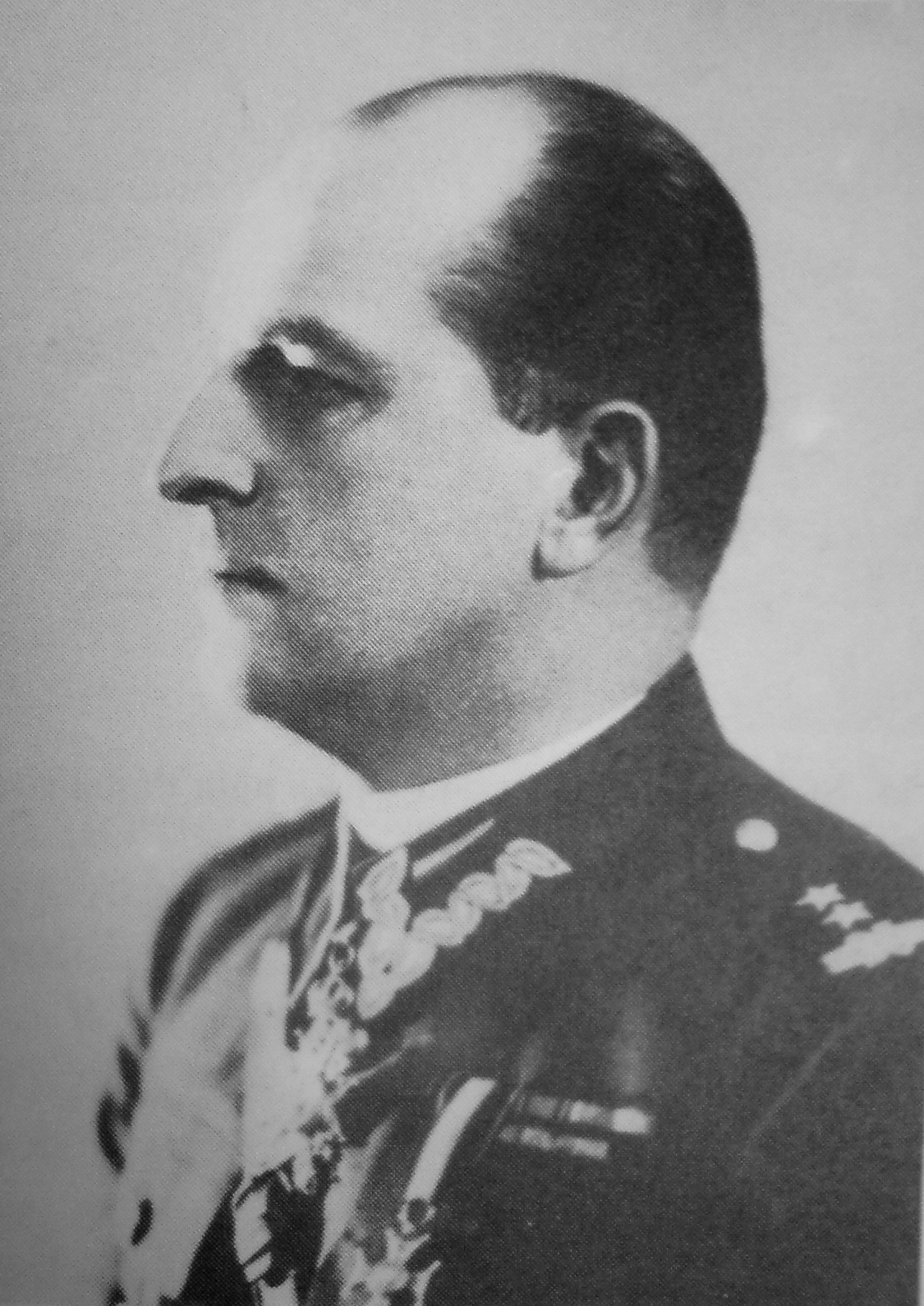
Witold Dzierżykraj-Morawski

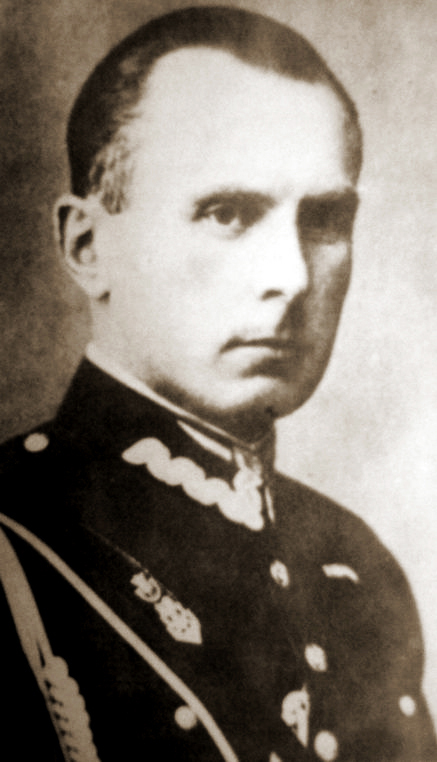
Henryk Leliwa-Roycewicz

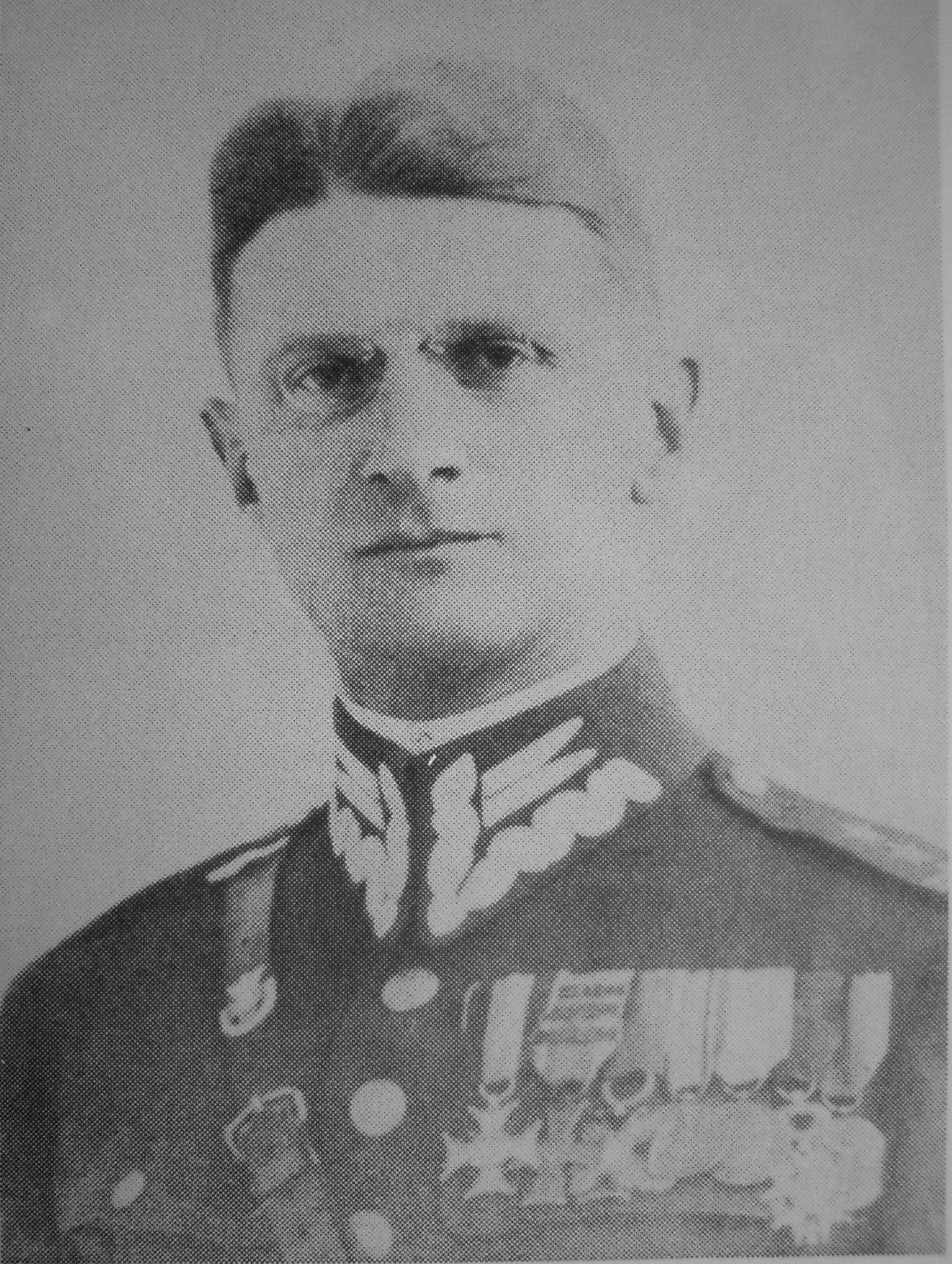
Witold Radecki-Mikulicz

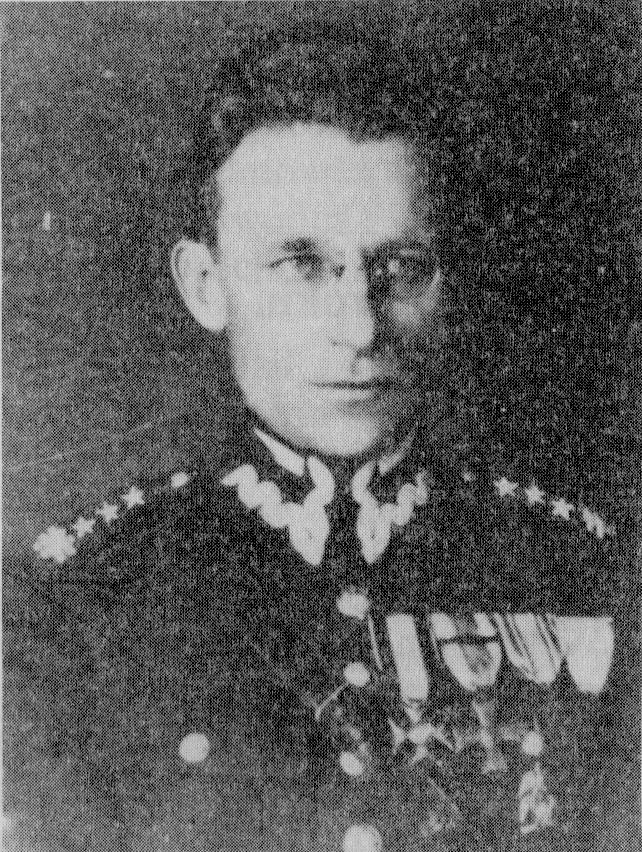
Bohdan Stachlewski

### Dowódcy i zastępcy dowódcy pułku
| Stopień, imię i nazwisko              | Okres pełnienia służby | Kolejne stanowisko |
| Dowódcy pułku                         | Dowódcy pułku          | Dowódcy pułku      |
| ------------------------------------- | ---------------------- | ------------------ |
| rtm Maciej Mielżyński                 | 10–29 VII 1920         |                    |
| płk Erazm Stablewski                  | 29 VII–31 VIII 1920    |                    |
| rtm. Witold Radecki-Mikulicz          | 31 VIII 1920–1921      |                    |
| płk dypl. Roland Bogusz               | 1921–1922              |                    |
| ppłk Aleksander Zelio                 | 1922                   |                    |
| płk dypl. Włodzimierz Tyszkiewicz     | X 1922 – XII 1924      |                    |
| płk Anatol Jezierski                  | I 1925                 |                    |
| płk Spirydion Koiszewski              | I 1925–1932            |                    |
| płk dypl. Witold Dzierżykraj-Morawski | IV 1932 – III 1937     |                    |
| płk Bohdan Stachlewski                | III 1937 – 31 IX 1939  |                    |
| Zastępcy dowódcy pułku                |                        |                    |
| rtm. Bąkiewicz                        |                        |                    |
| ppłk kaw. Anatol Jezierski            | III 1924 – 15 I 1925   |                    |
| ppłk kaw. Tadeusz Falewicz            | XII 1927 – X 1931      |                    |
| mjr kaw. Karol Anders                 | X 1931 – VI 1933       |                    |
| ppłk kaw. Feliks Kopeć                | VI 1933–1938           |                    |
| ppłk kaw. Marian Korczak              | 1939                   |                    |

### Obsada personalna pułku w sierpniu 1920 roku[12]
- dowódca pułku – ppłk Erazm Stablewski
- zastępca – rtm. Bąkiewicz
- adiutant – ppor. Piotr Dębiński
- lekarz – kpt. lek. dr Henryk Mianowski
- oficer gosp. – ppor. Kazimierz Trąmpczyński
- kapelan – vacat
- lekarz weterynarii – vacat
- dowódca kadry – rtm. Jarema Zapolski
- dowódca 1 szwadronu – rtm. Witold Radecki-Mikulicz
- dowódcy plutonów: pchor. Ludwik Starczyński, chor. Mieczysław Żniński
- dowódca 2 szwadronu – ppor. Stanisław Binkowski i ppor. Stanisław Ostoja-Starzecki
- dowódca 3 szwadronu – ppor. Józef Milewski
- dowódcy plutonów: ppor. Adam Przylipski, pchor. Jerzy Kühn, pchor. Jerzy Karwat
- dowódca 4 szwadronu – ppor. Wiktor Baranowski
- dowódca plutonu: ppor. Jan Danowski

### Kawalerowie Virtuti Militari
Odznaczony Krzyżem Złotym Orderu Virtuti Militari za wojnę 1939
- płk Bohdan Stachlewski ps. „Dan”[73][70]

Żołnierze pułku odznaczeni Krzyżem Srebrnym Orderu Virtuti Militari za wojnę 1939.

- ppor. Jan Błasiński
- por. Hipolit Brzozowski
- kpr. Edmund Drela
- por. Tadeusz Gerlecki
- kpr. Jan Kapela
- ppłk Marian Korczak
- kpr. Karol Mikołajewski
- st. wachm. Michał Olejniczak
- rtm. Henryk Rojcewicz
- ppor. Jan Śrutka
- por. Stefan Marcin Trzebiński
- por. Wacław Witkowski
- por. Zdzisław Wójcikowski

Żołnierze pułku odznaczeni Krzyżem Walecznych za wojnę 1939.

- ppor. Jan Błasiński
- mjr Wincenty Cendro
- plut. Marian Langiewicz
- ppor. Oskar Olizar
- rtm. Antoni Pieściuk
- por. Karol Potocki
- rtm. Henryk Rojcewicz
- plut. Franciszek Rossa
- por. Jerzy Szaniawski

### Żołnierze 25 pułku ułanów - ofiary zbrodni katyńskiej
Biogramy ofiar zbrodni katyńskiej znajdują się między innymi w bazach udostępnionych przez Ministerstwo Kultury i Dziedzictwa Narodowego oraz Muzeum Katyńskie.
| Nazwisko i imię           | stopień              | zawód             | miejsce pracy przed mobilizacją     | zamordowany |
| ------------------------- | -------------------- | ----------------- | ----------------------------------- | ----------- |
| Andrzejewski Witold       | rotmistrz            | żołnierz zawodowy | dowódca szwadronu zapasowego        | Charków     |
| Cendro Wincenty           | major dyplomowany    | żołnierz zawodowy |                                     | Katyń       |
| Chrościcki Eugeniusz      | rotmistrz rezerwy    | inżynier rolnik   | dobra ks. Czetwertyńskiego          | Charków     |
| Dyszlonek Ludwik          | podporucznik rezerwy | agronom           |                                     | Katyń       |
| Gędzierski Zbigniew       | podporucznik         | żołnierz zawodowy |                                     | Katyń       |
| Jędrych Edward            | porucznik lekarz     | żołnierz zawodowy |                                     | Katyń       |
| Korczak Marian            | podpułkownik         | żołnierz zawodowy |                                     | Katyń       |
| Martyni Witold            | podporucznik         | żołnierz zawodowy | dowódca plutonu                     | Katyń       |
| Nowicki Jerzy Roman       | porucznik rezerwy    | urzędnik          | Dyr. Lasów Państwowych w Białowieży | Katyń       |
| Szałowski Stefan          | podporucznik rezerwy |                   |                                     | Charków     |
| Smocarski Jerzy           | podporucznik         |                   |                                     | ULK         |
| Wanatowicz Bolesław Piotr | podporucznik         | żołnierz zawodowy |                                     | Katyń       |
| Zdanowski Henryk          | porucznik rezerwy    | prawnik           |                                     | Katyń       |

## Pamięć o pułku

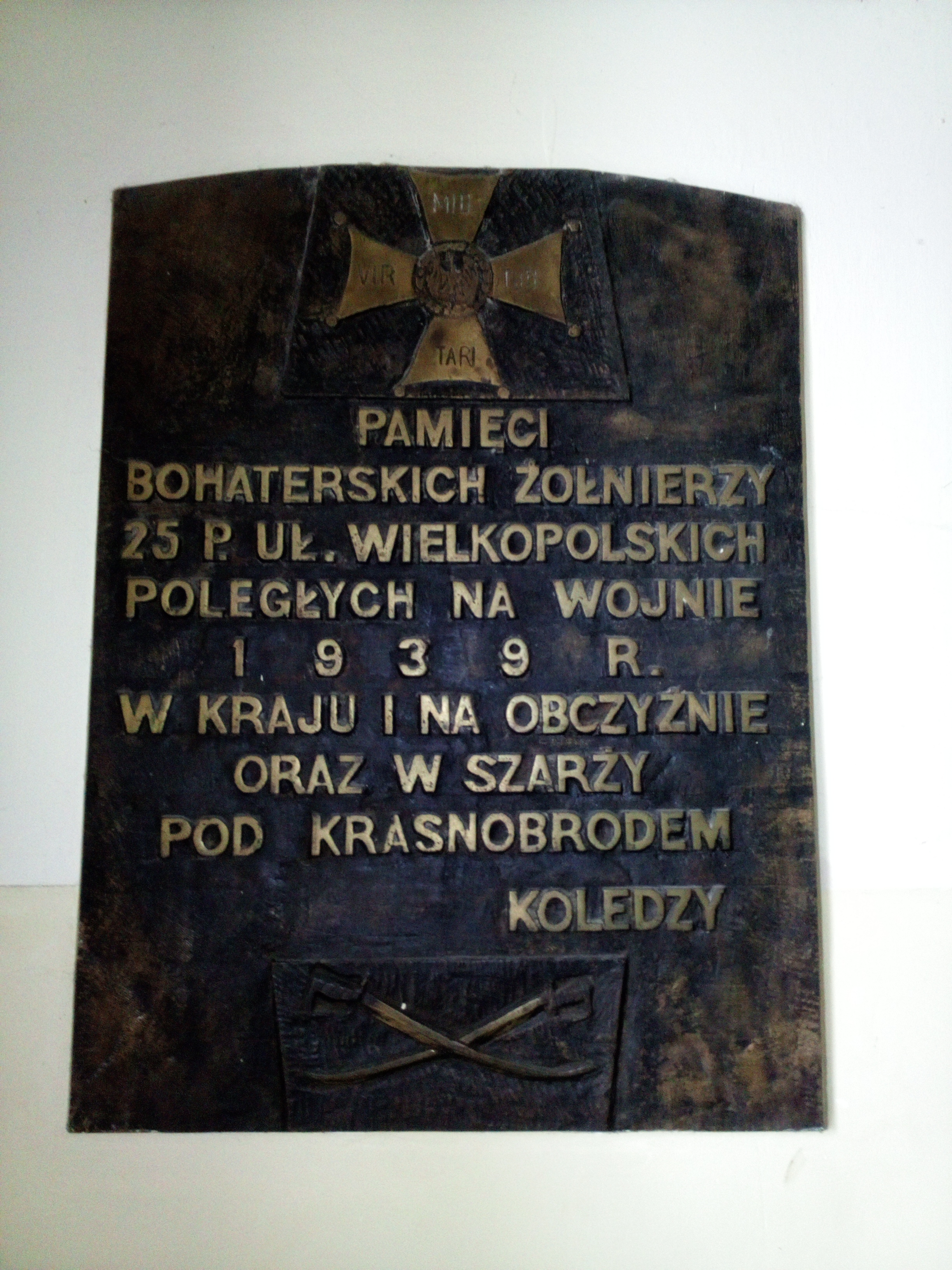
Tablica pamiątkowa w sanktuarium w Krasnobrodzie

W 1987 roku Szkoła Podstawowa w Krasnobrodzie otrzymała imię 25 Pułku Ułanów Wielkopolskich. Od 2017 roku, po reorganizacji oświaty, imię 25 Pułku Ułanów Wielkopolskich nosi Zespół Szkół w Krasnobrodzie
- Roztoczańska Konna Straż Ochrony Przyrody oraz powstałe 15. lipiec 2011 r. Stowarzyszenie „Rodzina ułańska”.
- Stylizowana podobizna ułanów oraz odznaki pułkowej znajduje się na awersie 7 i 70 dukatów krasnobrodzkich emitowanych dla uczczenia 70. rocznicy szarży pułku pod Krasnobrodem.